# 女王蜂 (電影)
女王蜂為1981年上映的台灣電影，由王重光執導，陸一嬋、柯俊雄、喜翔、陳鴻烈、陸一龍、高振鵬領銜主演，永宇影業有限公司出品。片商在同年推出續集女王蜂復仇。